# Erik Stensiö
Eryk Stensiö, właśc. Eryk Andersson (ur. 2 października 1891 w Stensjö w regionie Kalmar, zm. 11 stycznia 1984 w Sztokholmie) – szwedzki paleontolog. Udowodnił, że ostrakodermy należały do bezżuchwowców, a nie do ryb pancernych.

## Życiorys
Obronił doktorat, a następnie w 1921 habilitację na uniwersytecie w Uppsali, a od 1923 do emerytury pracował w Muzeum Historii Naturalnej w Sztokholmie.
Jego głównym tematem badawczym były kopalne bezżuchwowce i ryby pancerne oraz rekiny.
W dowód uznania znaczenia jego badań w 1946 wybrany został na członka brytyjskiego Royal Society, w 1953 otrzymał Medal Wollastona, a w 1957 Medal Linneusza.

## Wybrane prace
- Triassic fishes from Spitzbergen (część I: Wiedeń 1921; część II: Sztokholm 1925).